# Giovanni Soranzo
Giovanni Soranzo (Venezia, 1245 circa – Venezia, 31 dicembre 1328) è stato un politico, diplomatico e ammiraglio italiano, 51º doge della Repubblica di Venezia dal 13 luglio 1312 fino alla sua morte.

## Biografia

### Origini e famiglia
Figlio di Antonio Soranzo, che fu procuratore di San Marco, nacque attorno al 1245, verosimilmente nella parrocchia di Sant'Angelo dove si trovava la residenza della sua famiglia. L'anno di nascita si desume dalla cronaca di Gian Giacomo Caroldo, secondo la quale al momento della nomina a doge aveva 67 anni. Non trova fondamento quanto riportato dai genealogisti di epoca moderna, secondo i quali nacque a Burano nel 1240.
Dal suo testamento, redatto l'8 agosto 1321, sappiamo che aveva sposato Francesca Molin. Da lei (o da una moglie precedente di cui non abbiamo notizie) ebbe tre figli maschi e tre femmine: Marino (sposato a tale Caterina), Nicolò (premortogli), Antonio detto "Belello", Soranza (sposata a Nicolò Querini), Elena (benedettina a San Giovanni di Torcello) e Fontana (francescana a Santa Maria Maggiore).

### Carriera politica e militare
La sua carriera politica è stata ricostruita grazie ai documenti coevi e alle fonti storiografiche, anche se non si esclude l'esistenza di qualche omonimo con cui può essere stato confuso.
Eletto più volte in Maggior Consiglio (1264, 1266-68, 1270, 1275, 1281, 1295), fu anche podestà di Parenzo e durante questo mandato subì la scomunica da parte del vescovo locale Bonifacio, di tendenze filo-aquileiensi. Sedette poi nel Minor Consiglio e nel 1290, dopo l'elezione del doge Pietro Gradenigo, divenne consigliere ducale. Fu inoltre podestà a Chioggia (1294), a Isola d'Istria (fine secolo) e a Pola (1299). Nel 1300 partecipò a una missione diplomatica con Andrea Sanudo presso Federico III di Sicilia. Fu quindi conte di Zara nel 1301-03, ambasciatore in Egitto e ancora conte di Zara nel 1305-07.
Negli ultimi anni del secolo si rese protagonista di un'eroica impresa militare. Nella primavera del 1296, durante la disastrosa guerra contro Genova, partì da Venezia alla testa di una flotta diretta a Costantinopoli e catturò una galea nemica attestata sul Bosforo. Liberato l'accesso al mar Nero, la squadra si unì ad altre imbarcazioni veneziane e attaccò la colonia ligure di Caffa in Crimea, depredando e distruggendo diverse navi nemiche. Con l'arrivo dell'autunno Soranzo ritirò la flotta a Negroponte, affidandola ad Andrea Dandolo, e rientrò a Venezia dove fu accolto con tutti gli onori.
Diversa fortuna ebbe un decennio più tardi, quando fu tra i principali interpreti della guerra di Ferrara. Prima dell'inizio del conflitto, nel 1307, fu inviato presso Azzo VIII d'Este per offrire l'aiuto del doge Gradenigo contro lo Stato della Chiesa. Con la morte del marchese, l'anno successivo, i veneziani occuparono la città e il doge designò Soranzo podestà dal novembre 1308 al marzo 1309. La reazione di papa Clemente V non si fece attendere e, dopo aver scagliato l'interdetto e la scomunica su Venezia il 27 marzo 1309, prese rapidamente il controllo di Ferrara. A questo punto Soranzo fu messo a capo di una flotta con lo scopo di riconquistare il basso corso del Po, ma l'impresa si concluse con un grave insuccesso.
Nonostante ciò, nello stesso anno ottenne la prestigiosa nomina a procuratore di San Marco e divenne uno dei papabili alla successione di Gradenigo al dogato. Frattanto le sorti della guerra avevano creato dei malumori all'interno del patriziato, che sfociarono, nel giugno 1310, nella nota congiura ordita da Baiamonte Tiepolo e da Marco Querini (imparentato con Soranzo, poiché la figlia Soranza aveva sposato Nicolò Querini). Dopo il fallimento del colpo di mano e la morte di Querini, fu Soranzo a condurre le trattative con Tiepolo perché si arrendesse.
Il corso di questi eventi non appianò le problematiche di politica interna ed estera. Durante l'ultimo anno di governo del Gradenigo, Zara si ribellò ancora una volta, mentre sotto il suo successore Marino Zorzi, doge per nemmeno un anno, le questioni rimasero irrisolte.
Morto Zorzi il 3 luglio 1312, Soranzo rappresentava il candidato più adatto a succedergli, in quanto ben accetto sia alla fazione ghibellina fedele al Gradenigo, sia a quella ostile, e il più indicato per distendere i rapporti con il papa. Il 13 luglio salì dunque al soglio ducale.

### Dogato
Come primi provvedimenti, si occupò di risolvere le questioni belliche ancora aperte. Inviò Francesco Dandolo ad Avignone per condurre delle estenuanti trattative, che portarono il 26 gennaio 1313 alla revoca di interdetto e scomunica e il 17 febbraio con la pace definitiva (attraverso la bolla Decet sedis), per quanto sfavorevole a Venezia.
Chiuse poi il problema di Zara sottoponendo la città a un pesante assedio che la costrinse alla resa, sancita nel settembre 1313 con un trattato di sottomissione.
In questi anni si aprirono i processi ai superstiti della congiura, cui il doge dovette adeguarsi senza poter esercitare alcuna clemenza. Tra i condannati vi fu anche la figlia Soranza, bandita con il marito Nicolò Querini; ella in seguito tentò di rientrare in città confidando nell'intervento del padre, ma venne confinata nel monastero di Santa Maria delle Vergini per decisione del neonato Consiglio dei dieci.
Per il resto il governo del Soranzo rappresentò un periodo di pace, in cui si tentò di risolvere le questioni internazionali con la diplomazia piuttosto che con la guerra. Fu in quest'ottica che venne respinto il progetto per una nuova crociata, propagandato da Marin Sanudo il Vecchio nel Liber secretorum fidelium Crucis. Mentre, per quanto riguarda la terraferma veneta, Venezia si tenne fuori dalle vicende belliche che videro protagonista Cangrande della Scala, con il quale si cercò di mantenere dei buoni rapporti grazie a un trattato concluso nel 1317.
Si ebbe inoltre una ripresa dei commerci via mare (pur ostacolati da qualche episodio di pirateria da parte di turchi e genovesi), con la sottoscrizione di accordi con gli imperi di Bisanzio e Trebisonda e i regni di Armenia, Cipro, Sicilia e Tunisi; in aggiunta, fu potenziata la rotta che, attraverso lo stretto di Gibilterra, giungeva in Fiandra e in Inghilterra. Anche i commerci terrestri furono favoriti da intese con varie città della pianura Padana, tra cui Bologna, Brescia, Como e Milano.
Nel corso degli anni 1320 fu completata la sottomissione della Dalmazia attraverso la dedizione di città quali Sebenico, Spalato e Nona.
Gli ultimi giorni di dogato furono segnati dalla repressione di una nuova congiura, ordita da esponenti della famiglia Barozzi. Dopo la morte fu tumulato nella basilica di San Marco, in un sepolcro che si è conservato fino ai giorni nostri. È stata invece trafugata, nella prima metà del Novecento, una sua immagine trecentesca riportata su un foglio dell'Archivio di Stato di Venezia.
Soranzo fu un uomo di cultura ed ebbe contatti con alcuni intellettuali, tra cui Tanto, cancelliere grande e autore di poesie in latino, e il preumanista Albertino Mussato, con cui intrattenne un epistolario riguardante la nascita di tre cuccioli da una coppia di leoni che Federico III d'Aragona aveva donato al doge (evento talmente insolito da essere registrato nel più antico dei Libri pactorum del Comune). Ebbe inoltre modo di conoscere Dante Alighieri nel 1321, quando il poeta prese parte a una missione diplomatica per conto di Guido Novello da Polenta, signore di Ravenna.